# پیرزه‌کوچه
پیرزه‌کوچه (به لاتین: Pirzəkücə) یک منطقه مسکونی در جمهوری آذربایجان است که در شهرستان لریک واقع شده است. پیرزه‌کوچه ۳۵۶ نفر جمعیت دارد.